# William Deering

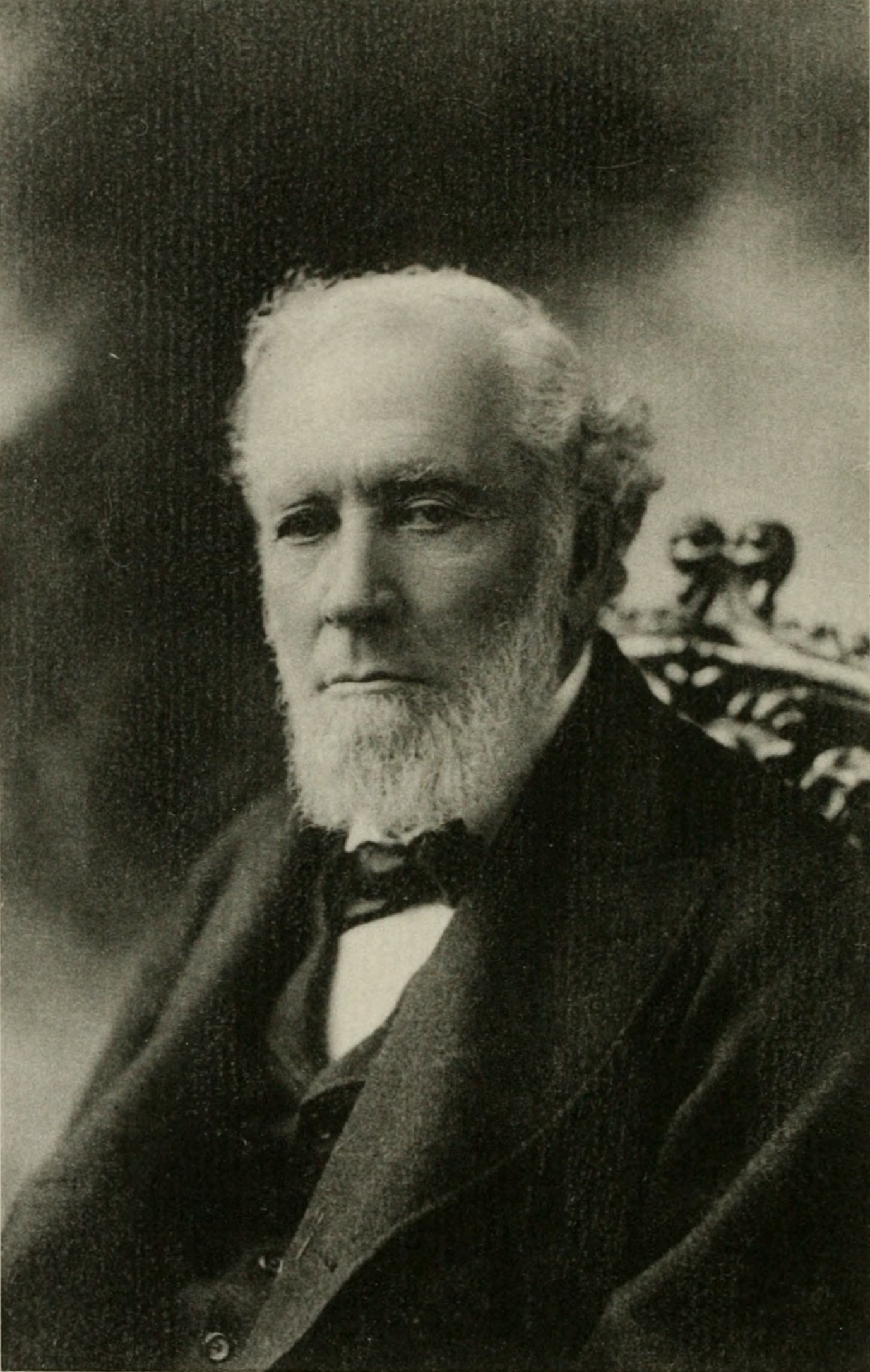
William Deering (1899) – US-amerikanischer Industrieller

William Deering (* 25. April 1826 in South Paris, Maine; † 9. Dezember 1913 in Coconut Grove, Florida) war ein amerikanischer Industrieller.
Deering verließ um 1850 seinen Geburtsort in Maine und investierte sein Erbe in westliches Farmland in Illinois und Iowa. Um 1870 ging er eine Partnerschaft mit Elijah Gammon ein, der Fabrikationsrechte für eine von Pferden gezogene Erntemaschine besaß. Die Partner errichteten eine Fabrik in Plano (Illinois). Das Unternehmen führte wichtige technische Neuerungen aufgrund der Erfindungen von John Appleby ein. 1902 kam es zu einer Großfusion zur International Harvester Company.
William Deering betätigte sich in seinen späten Jahren als Mäzen und förderte unter anderem die Northwestern University, das Garrett-Evangelical Theological Seminary, und das Wesley Hospital. Er war der Vater von Charles Deering (1852–1927) und James Deering (1859–1925).